# 仇鵬欽
仇鵬欽（1966年—），台灣漫畫家，出生於台北市，毅軍漫畫創意工作室創辦人，臺北市青少年育樂中心漫畫教育課程籌辦人。

## 歷任
- 君翰設計工程公司資深經理
- 台北市漫畫從業人員職業工會監事長
- 行政院〈挑戰2008：國家發展重點計畫〉之子計畫「發展文化創意產業計畫」政策咨議委員
- 經濟部工業局4C競賽漫畫項目評審
- 第二屆漫畫金像獎評審總召
- 漫畫天堂網路公司顧問
- 97年度國立編譯館優良漫畫創意競賽獎評審總召
- 蘆荻社區大學漫畫研究社及漫畫課程講師
- 德明技術學院漫畫社團指導老師
- 火鳥畫會會長
- 成功高中漫畫社特約講師
- 中原大學漫畫社特約講師

## 創作漫畫

### 1984-1987
- 《勇士頌》（《幼獅少年》連載）
- 《夢地獄》
- 《Mad dog 13》
- 《武器實驗場》
- 《You Have Only One Chance》

### 1992
- 《極道天罡》（ACCO新人獎）

### 1993-1999
- 《達摩王》（週刊MAX）
- 《可怖王子》（月刊魔奇）
- 《烈火狂飆》（季刊TOP）
- 《天師鍾馗》（中國電視公司連續劇改編）
- 《小卒戰將》（中央電影公司電影改編）

### 2000
創立《F5飆漫網》創作網路漫畫
- 《普羅桑》
- 《紅眼睛》
- 《天師鍾馗 （彩色版）》
- 《UFO偵探團》（《國語日報》、《佳音英語雜誌》連載）（榮獲九十一年度國立編譯館優良讀物推薦獎）

### 2001
- 《流氓教授漫畫版》（榮獲九十一年度國立編譯館優良讀物推薦獎）

### 2002
- 《小小釣魚王1》（《國語日報》連載）（榮獲九十二年度國立編譯館優良讀物推薦獎）

### 2003
受邀為麥當勞全球總裁Jim Cantalupo、Charlie Bell繪製漫畫圖象
- 《小小釣魚王2》（《國語日報》連載）（榮獲九十二年度國立編譯館優良讀物推薦獎）
- 《劍仙群俠傳》（第一屆行政院劇情漫畫獎得獎作品）
- 《GO!!漫畫家正傳》（《GO漫畫創意誌》連載漫畫）

### 2004
- 《小小釣魚王3》（《國語日報》連載）
- 《普羅爺爺的戶外週記》（《國語日報》連載）
- 內政部警政署防竊盜、防詐騙系列宣傳動畫短片及漫畫手冊

### 2005-2008
受邀設計中華民國外交部部長陳唐山漫畫造型
- 《普羅爺爺的生活小百科》（《國語日報》連載）（榮獲九十七年度國立編譯館優良讀物推薦獎）
- 《資安人雜誌》防駭四格漫畫連載

### 2009
受邀為雲林縣長蘇治芬《時鐘．消失的11天》一書繪製內文漫畫插圖